# 693
693 је била проста година.

## Догађаји
- Сисеберт, надбискуп Толеда, предводи побуну против краља Ергике од Визигота. Планира да убије Ергику и његову жену Лиувигото, али не успева, па бива скинут са власти и екскомунициран.
- 25. април – Шеснаести сабор у Толеду: Ергика позива на црквени савет који ће се бавити безбедношћу краљевства.
- Краљ Ине од Весекса успоставља свој западносаксонски „Закон кодекса“, да би повратио власт у свом краљевству. Он консолидује територију Весекса на западном полуострву.
- 31. мај – Кʼакʼ Тилив Чан Чак је постављен за новог владара мајанског града државе Наранхо у Гватемали у доби од 5 година, под регентством своје мајке, Вак Чанил Ајав (Лади Сик Ски) из Дос Пиласа, и влада до своје смрти 720. године.
- Умире Еарконвалд, бискуп Лондона, а наследио га је Валдер. Сахрањен је у Саборној цркви Светог Павла, а касније поштован као светац.
- Вулфрам од Сенса присуствује сабору бискупа у Валенсијену (Северна Француска).
- Калиник I постаје 71. цариградски патријарх, после Павла III цариградског.